# Sinolachnus niitakayamensis
Sinolachnus niitakayamensis är en insektsart som först beskrevs av Takahashi, R. 1925.  Sinolachnus niitakayamensis ingår i släktet Sinolachnus och familjen långrörsbladlöss. Inga underarter finns listade i Catalogue of Life.